# Norwich (Connecticut)
Norwich è una città degli Stati Uniti d'America, nella contea di New London, nello Stato del Connecticut. È conosciuta anche come "The Rose of New England" (la rosa della Nuova Inghilterra). Popolazione 36 117 (2000). Fondata nel 1659.